# Бребјер
Бребјер (фр. Brebières) насеље је и општина у североисточној Француској у региону Север-Па д Кале, у департману Па де Кале која припада префектури Арас.
По подацима из 2011. године у општини је живело 4893 становника, а густина насељености је износила 453,06 становника/km². Општина се простире на површини од 10,8 km². Налази се на средњој надморској висини од 43 метара (максималној 48 m, а минималној 25 m).

## Демографија
| 1962. | 1968. | 1975. | 1982. | 1990. | 1999. | 2011. |
| ----- | ----- | ----- | ----- | ----- | ----- | ----- |
| 3.424 | 4.238 | 4.285 | 4.307 | 4.324 | 4.424 | 4.893 |

График промене броја становника у току последњих година